# Residências da Família Ramos de Azevedo
As Residências da Família Ramos de Azevedo, localizadas na Rua Pirapitingui, nºs: 111, 141 e 159, foram os casarões aglutinados onde viveram o arquiteto Francisco de Paula Ramos de Azevedo e sua família. Após cinco anos em São Paulo, Ramos de Azevedo iniciou, em 1891, a construção de sua casa. Ramos de Azevedo foi um arquiteto altamente renomado no meio e, morando em Campinas, decidiu estabelecer na cidade de São Paulo um escritório particular, transformando-se numa espécie de “construtor oficial do governo.
A possibilidade de projetar uma casa que fosse também um cartão de visitas contribuiu muito na definição de suas características formais e construtivas. Foi o início de uma carreira promissora. E como resultado temos diversas obras arquitetônicas que levam sua assinatura (mesmo aquelas que não foram diretamente projetadas por ele), como a Pinacoteca do Estado (antiga sede do Liceu de Artes), o Mercado Municipal de São Paulo; o Cemitério da Consolação, Museu Casa das Rosas (onde, originalmente, residia  de sua filha e genro) e outras construções.

## História

### Ramos de Azevedo
Nascido em Campinas, em 8 de dezembro de 1851, veio de uma família tradicional da cidade. Sempre interessou-se pela área de da construção civil e, em 1872, começou os trabalhos de construção dos primeiros trechos das companhias Paulista e Mogyana de estradas de ferro. Formado em arquitetura pela École Speciale du Génie Civil et des Arts et Manufactures pela Universidade de Grand, na Bélgica, teve seus trabalhos apresentados na Exposição Universal de Paris. 

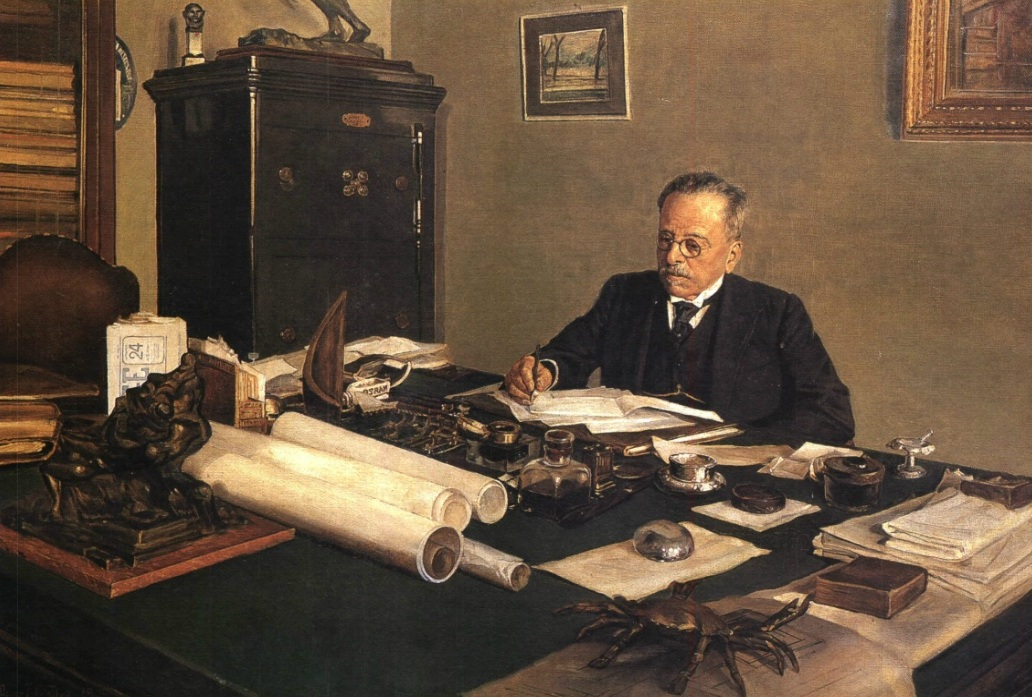
Retrato do Arquiteto Ramos de Azevedo de Oscar Pereira da Silva

Em 1879, volta para o Brasil e, em Campinas, começa a projetar seus trabalhos com as primeiras construções de tijolos. Seu pai publicava seus trabalhos em boletins e isso começou a alavancar sua carreira no interior paulista. Em 1886, já em São Paulo, projeta o prédio do Tesouro, seu primeiro projeto de edifício público, feito a convite do Visconde de Indaiatuba, que conheceu no mesmo ano.
A arquitetura de Ramos de Azevedo tinha características próprias, eram ecléticas, adequadas ao chamado pela modernidade, característica da da época. A ele foram designados os movimentos de Art Nouveau e Art Déco. Procurava adequar suas obras com as técnicas e os materiais disponíveis no mundo industrial do século XIX, por isso os projetos arquitetônicos focavam na parte funcional.
Participou da construção da Escola Politécnica da USP e teve importantes cargos de chefia, assumindo a direção da Companhia Mogiana de estradas de ferro, do Liceu de Artes e Ofícios e da Caixa Econômica de São Paulo, além do próprio escritório, F. P. Ramos de Azevedo e Cia. Como presidente, trabalhou no Instituto de Engenharia e na Comissão de Obras da Santa Casa de Misericórdia de São Paulo. Por causa das obras de destaque projetadas em seu escritório Técnico de Projeto e Construção, atrai grande número de engenheiros e arquitetos que ali trabalharam e que desejam trabalhar com ele, como por exemplo Anhaia Mello e Arnaldo Dumont Villares que, com Ricardo Severo, outro funcionário de destaque, criam o Escritório Técnico Ramos de Azevedo, Severo & Villares S.A.

### As Residências

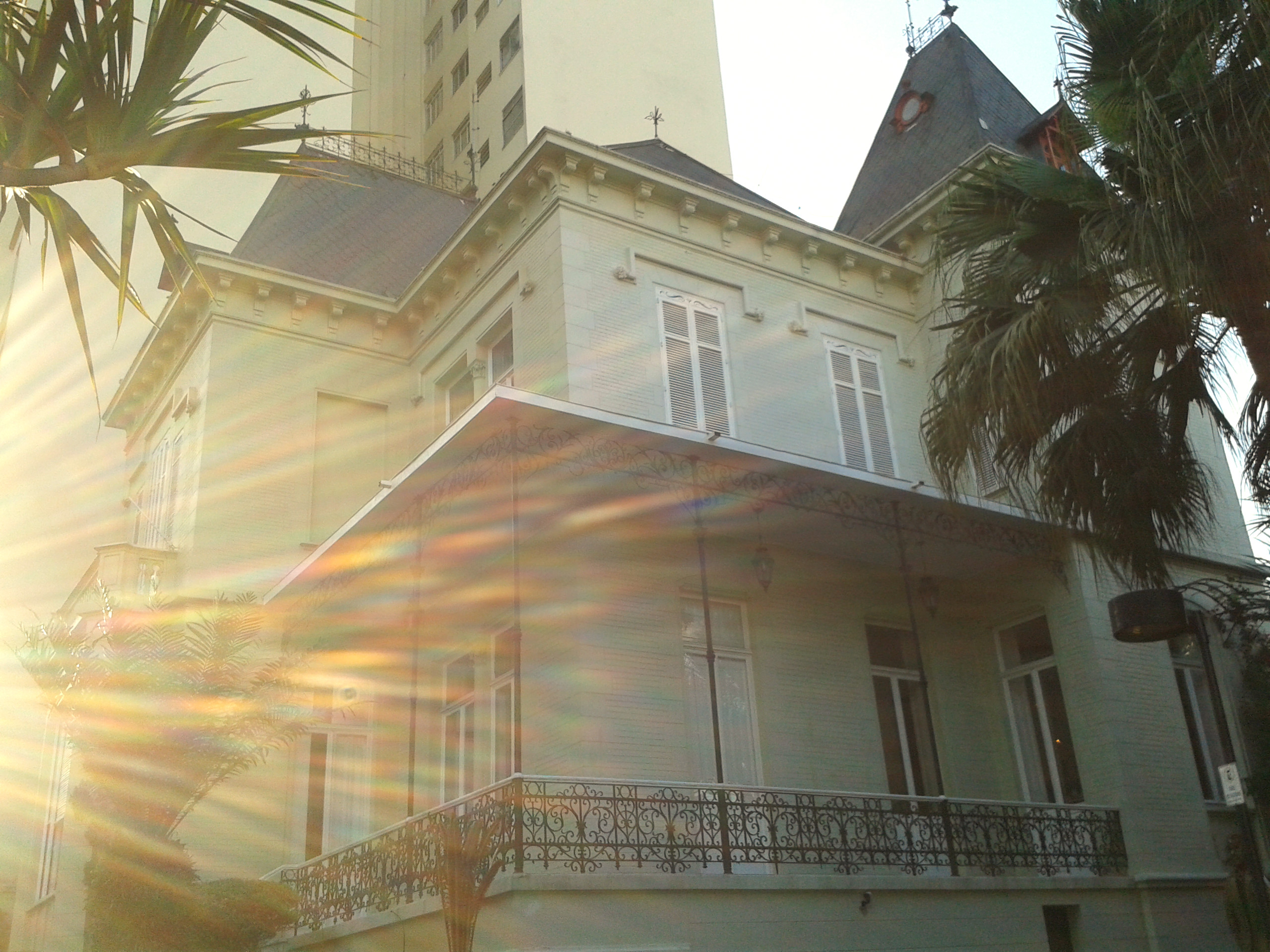
Fachada das Residências de Ramos de Azevedo e sua família

Construídas no fim do século XIX, a residência da Rua Pirapitingui, n° 111, onde Ramos morava, no nascente bairro da Liberdade, era composta de dois andares, sótão e porão, as casas localizadas nos números 141 e 159, foram construídas para as suas filhas. Os palacetes da Rua Pirapitingui foram a residência de Ramos de Azevedo e sua família por várias décadas, desde o ano de sua construção (1891), até o ano da morte de Ramos de Azevedo, em 1928. Nele, o arquiteto e a família promoviam jantares para a alta sociedade paulistana e era onde Ramos fazia seus contatos e marcava seu nome como um dos maiores expoentes no campo da arquitetura na cidade.
Até 1979 o casarão foi ocupado por uma neta do arquiteto e em 1983 ele foi doado à Irmandade da Santa Casa de Misericórdia de São Paulo, à Cruzada Pró-Infância e à Fundação Antônio Prudente. Nesse intermeio já estava correndo junto à prefeitura o processo de tombamento do edifício e em 1985 ele foi tombado pelo Condephaat, mantendo-se inabitado e esquecido até 1989.
Em 1988, o proprietário da Global Editora, Luiz Alves Junior, adquiriu o casarão 111 e iniciou reformas para revitalizar o espaço e reverter o processo de degradação que não permitia o uso do prédio. Em 1995, parte das obras foram finalizadas e o palacete de 922 m² tornou-se sede da editora.

## Características Arquitetônicas
Durante as últimas décadas do século XIX, a cidade de São Paulo viveu uma efervescência de profundas transformações causadas pela expansão da economia do plantio de café. Detentora do monopólio de produção desse grão a cidade crescia e modernizava-se vertiginosamente; surge, nesse cenário, uma classe média social formada pelos imigrantes europeus e as famílias tradicionais do interior estavam chegando na cidade.
É claro que isso viria a refletir na arquitetura da cidade. Deixava-se de lado as casas de taipas e os velhos casarões e erguiam-se edifícios grandes, luxuosos e elegantes, feitos de cimento. Era a nova elite que ditava a moda arquitetônica, que eram inspiradas no estilo europeu, principalmente o francês.
A residência está localizada à esquerda da rua Vergueiro. O lote tem 922 m² de área construída, o terreno em si é um pouco mais de dois mil e quinhentos metros quadrados, e, antes de ser adquirido por Ramos de Azevedo, fazia parte de uma antiga chácara. O conjunto de residências é formado, ainda, pelos edifícios da antiga cocheira, pela garagem e a residência do caseiro, por um pavilhão no centro do jardim, por um estábulo e por quatro estufas para planta feitas de ferro e vidro, além da casa em si.
As três casas de estilo neoclássico apresentam características em comum como o mesmo gradil de frente à rua, jardins frontais e fachadas com tijolos aparente. O que as diferenciam é o tamanho e o telhado. As casas geminadas são cobertas por telhas francesas e a de Ramos de Azevedo é coberta por ardósia.
Em 1904, houve uma alteração na construção e acrescentaram-se, no térreo, um escritório e a biblioteca e, no subsolo, uma marcenaria. A casa, assim como os outros ambientes, possui uma decoração e estrutura exuberantes, comprovando o cuidado que o arquiteto teve em escolher a mão-de-obra qualificada para executar o serviço.
No edifício, as paredes são de alvenaria com tijolos aparentes, com os cantos e as molduras arrematados com materiais rústicos. Possui ainda, vidros ornamentados, mármores nas escadas de acesso, gradis que compõem a varanda, além de todo o tema ser escolhido à moda floral.

## Significado Histórico-Cultural

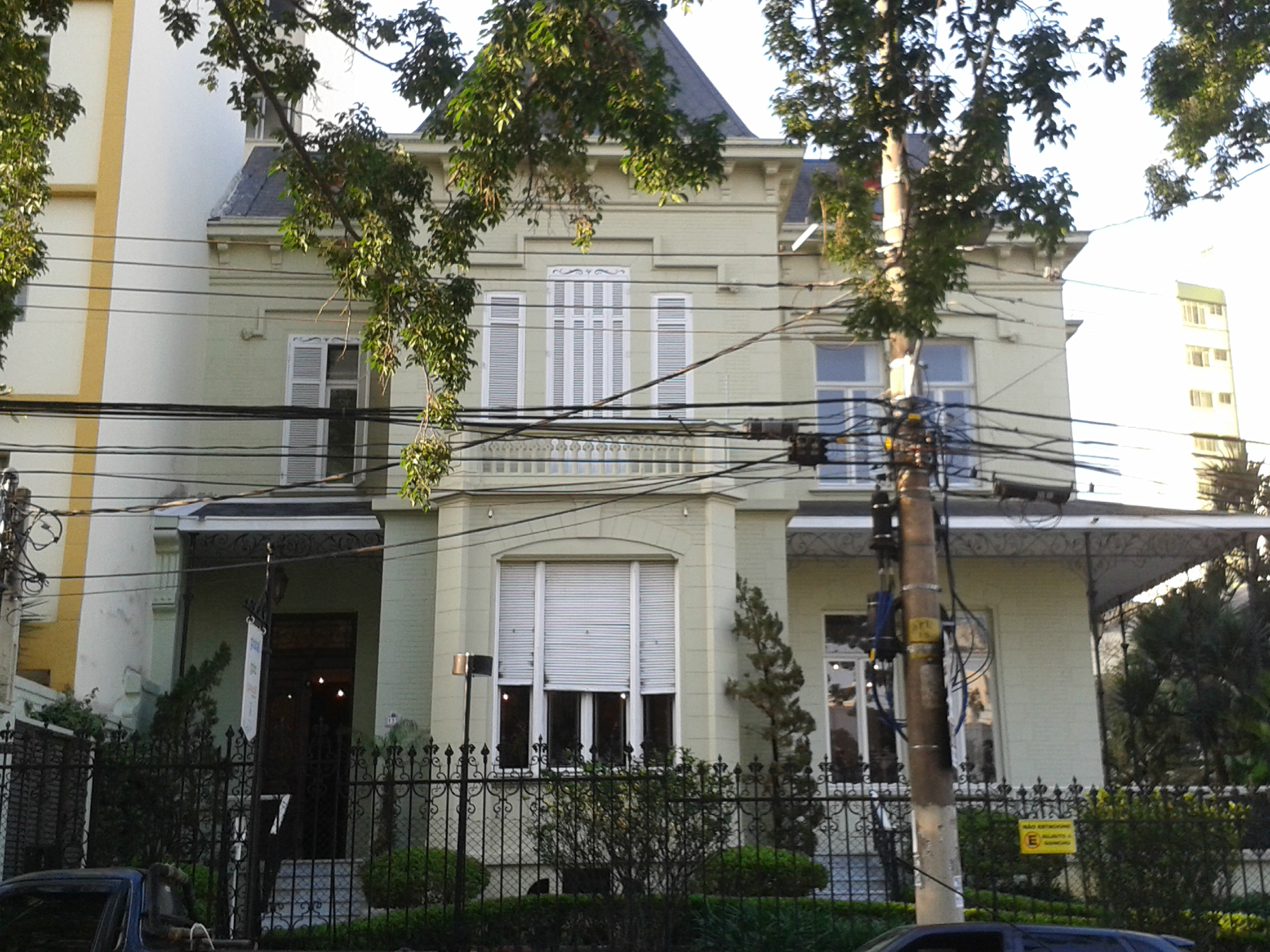
Vista frontal das Residências da Família Ramos de Azevedo

O processo de tombamento do casarão foi iniciado pelo secretário da cultura, João Carlos Martins, em 1982. Durante três anos foi feita uma curadoria dos dados históricos sobre o local para que o procedimento fosse oficializado. Durante o processo, a Irmandade da Santa Casa de Misericórdia escreveu ao secretário da cultura, João Pacheco e Chaves, expressando motivos para o o edifício não fosse tombado dizendo que "o dito imóvel, a ser supostamente tombado, além de não possuir o menor valor arquitetônico e histórico, acha-se localizado em via publica inexpressiva e pequena, travessa de outra avenida realmente movimentada, e cercada de casario descaracterizado, sem a mínima conotação de memória, tendo até à sua frente um hospital. Não sendo, assim, coisa digna  de tombar por não pertencer à verdadeira Memória da Cidade".
Em setembro de 1983 a historiógrafa, Sheila Schvarzman, e a arquiteta, Maria Cristina Wolff de Carvalho, encaminham o parecer para dar continuidade ao processo de tombamento, ressaltando  a importância da figura de Ramos de Azevedo como arquiteto renomado e que, de certa forma, revolucionou o estilo arquitetônico da cidade de São Paulo, acompanhando a modernidade que chegava à cidade que era centro comercial do café e estava tornando-se cosmopolita. Além de preservar o modelo de arte residencial francês, tão apreciado pelo arquiteto.
Integra o processo de tombamento, ainda, uma relação de bens já tombados pelo Condephaat na cidade de São Paulo de autoria de Ramos de Azevedo e colaboradores, como: Escola Normal Caetano de Campos, o Teatro Municipal, o Edifício do Quartal da Polícia Militar, o Palácio da Justiça, a Pinacoteca, a Faculdade de Medicina da USP e o Instituto Oscar Freire.
Em 20 de agosto de 1984 o tombamento foi aprovado pelo colegiado do Condephaat, mas somente em abril de 1985 o pedido foi oficializado (processo nº 22.365/82) e o órgão tombou as Residências da Família Ramos de Azevedo como bem de interesse histórico-arquitetônico, por se tratar de um modelo da arquitetura residencial francesa, de influencia neoclássica do final do século XIX.

## Estado Atual
No local, atualmente, funciona a Editora Global, que é proprietária do imóvel desde 1988 e que reformou o casarão  de forma a revitaliza-lo. Praticamente tudo está extremamente bem conservado, desde o pavimento da entrada, que hoje é a recepção da editora, até os corredores, as escadas de mármore com corrimão em madeira maciça, os quartos, sótãos e quintal, mantendo as características arquitetônicas preservadas. Há um espaço, porém, onde funciona o escritório da editora. É possível fazer visita monitorada.
Em suas obras de restauração, conseguiu conservar itens originais da época, como a pia,  os azulejos do hall e o banheiro, além destes itens, também foram preservados os vitrais, que impressionam por sua beleza e serviram de esboço para o que, futuramente, viria a se tornar a fachada do Teatro Municipal.
A Global Editora, desde sua fundação, possui o compromisso de publicar conteúdos voltados à educação e acrescentem valor à formação cultural dos cidadãos. No inicio de sua fundação a produção de conteúdo era voltada a livros de referência ao estudo do socialismo, destacando as obras de Marx, Engels e Lênin. No dias atuais a companhia dedica-se na publicação de autores de literatura em língua portuguesa.

## Galeria

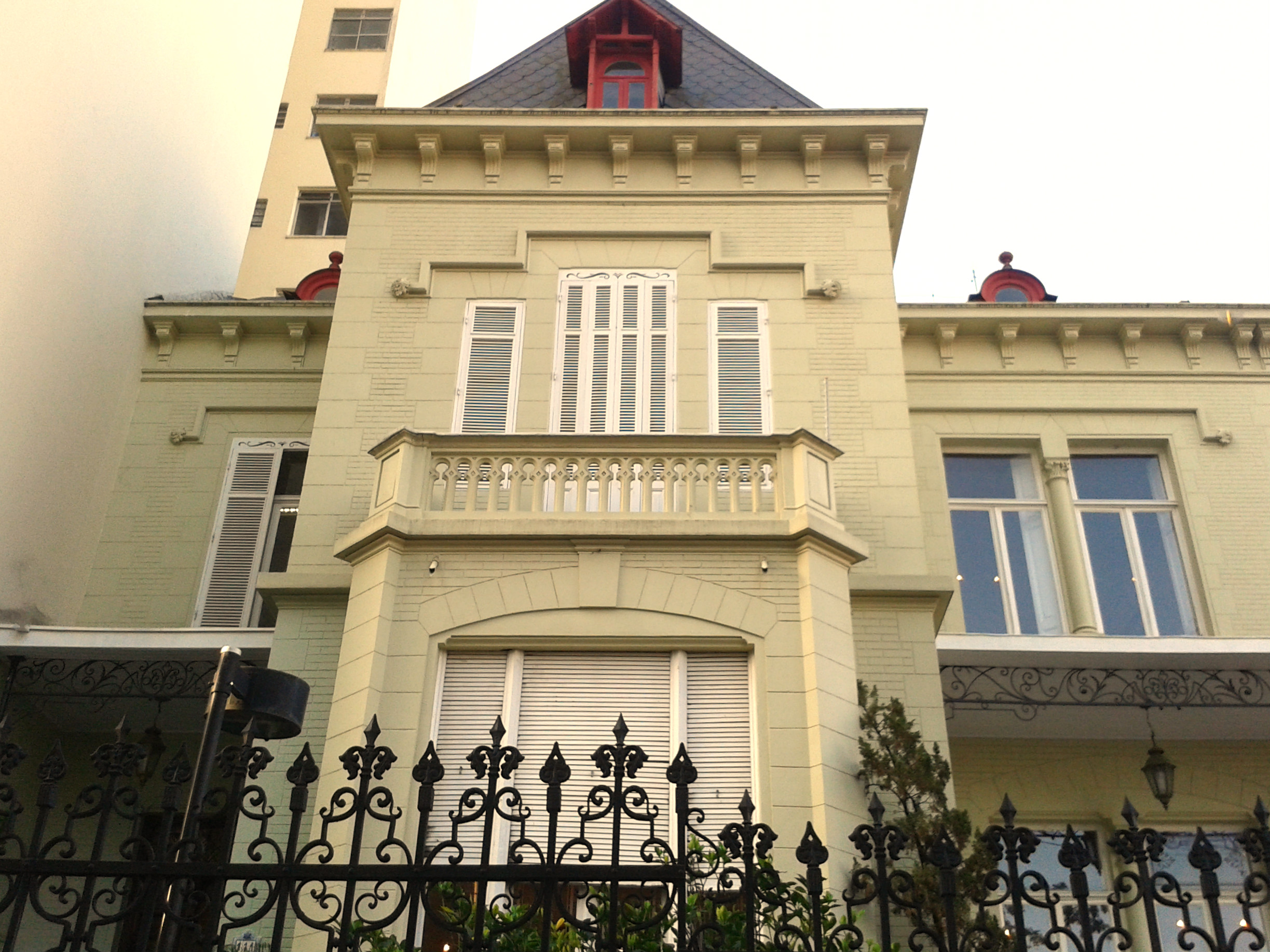
Fachada Residências da Família Ramos de Azevedo
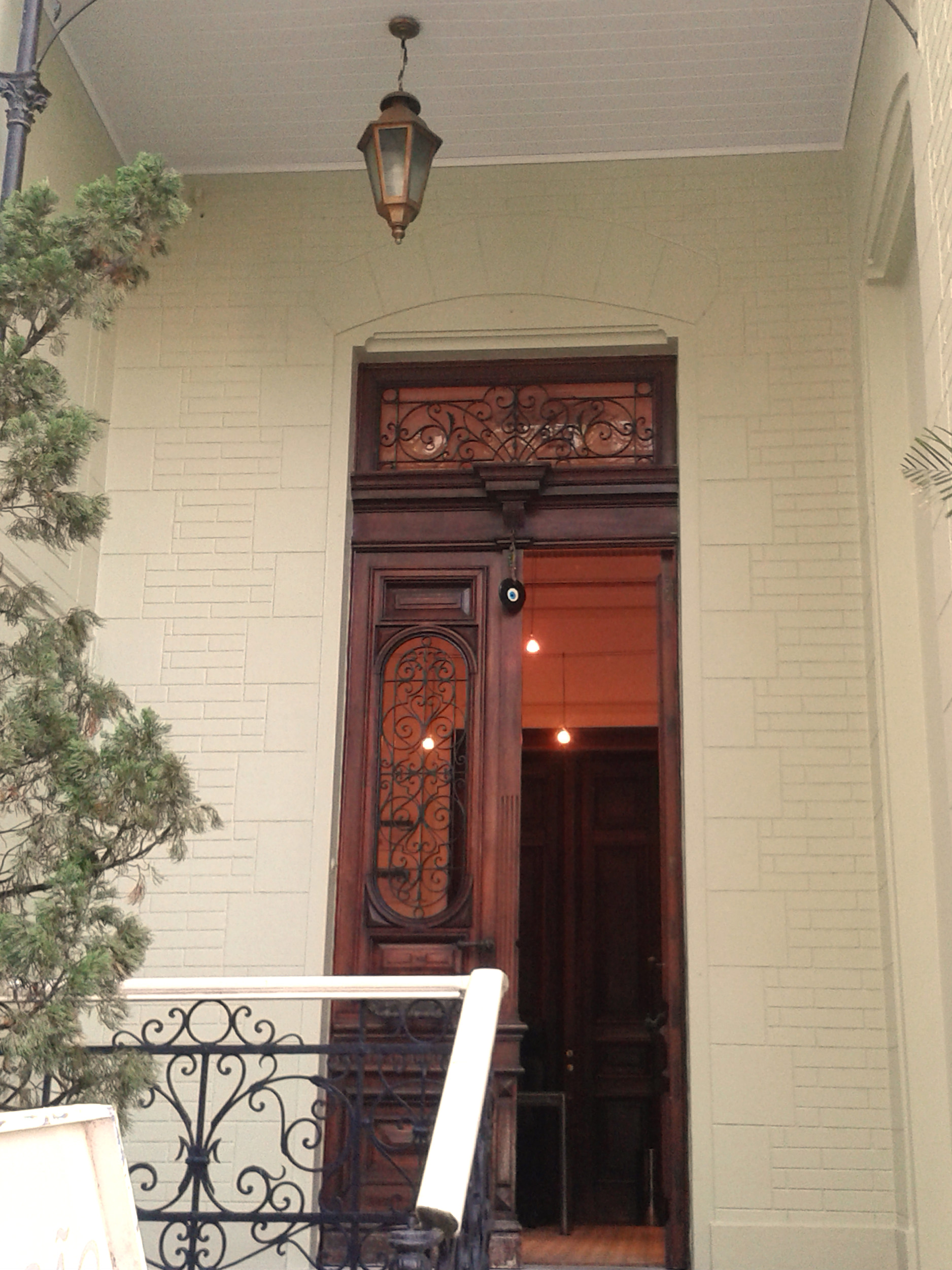
Porta de entrada das Residências da Família Ramos de Azevedo
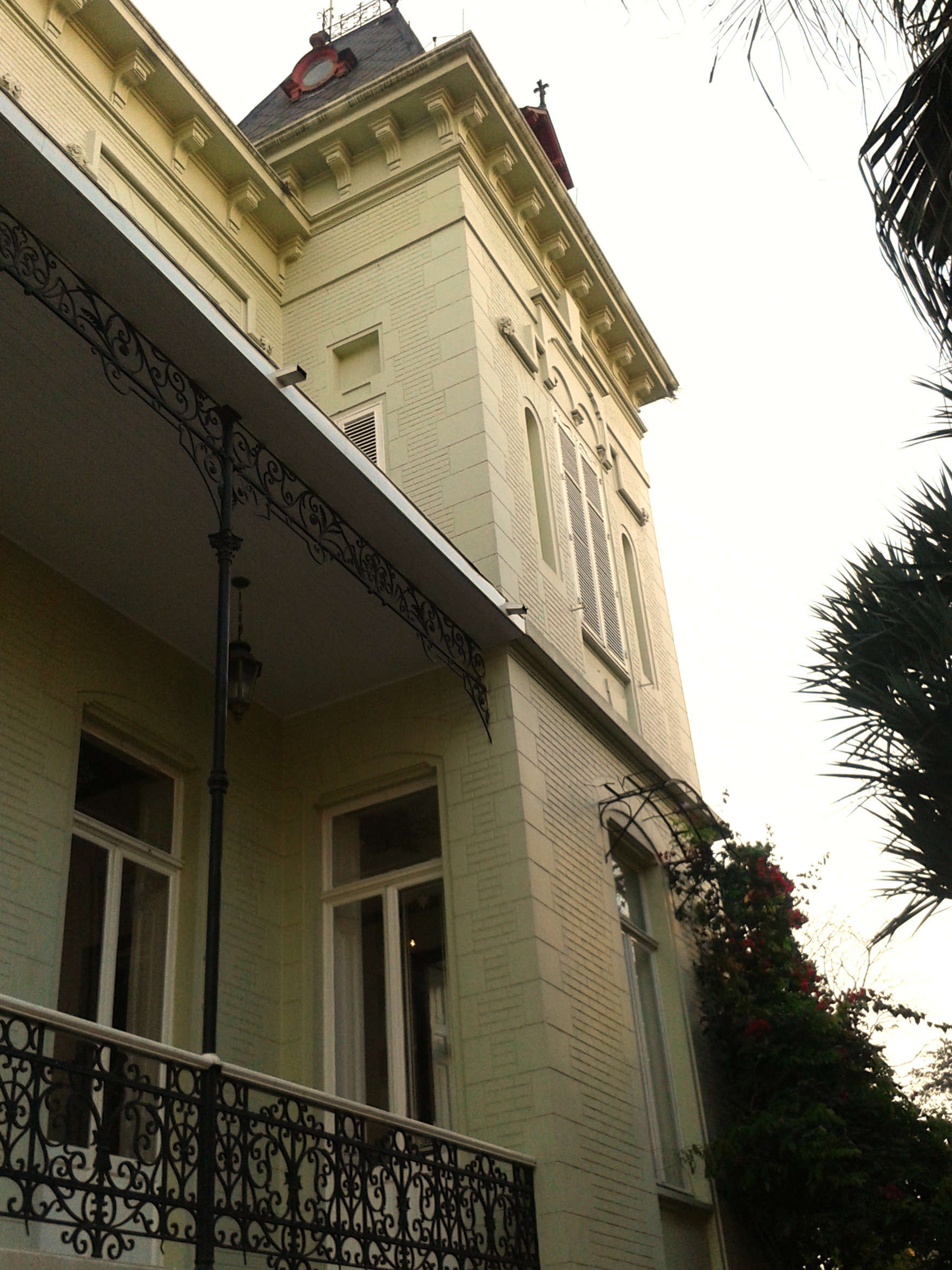
Vista leste da fachada das Residências da Família Ramos de Azevedo
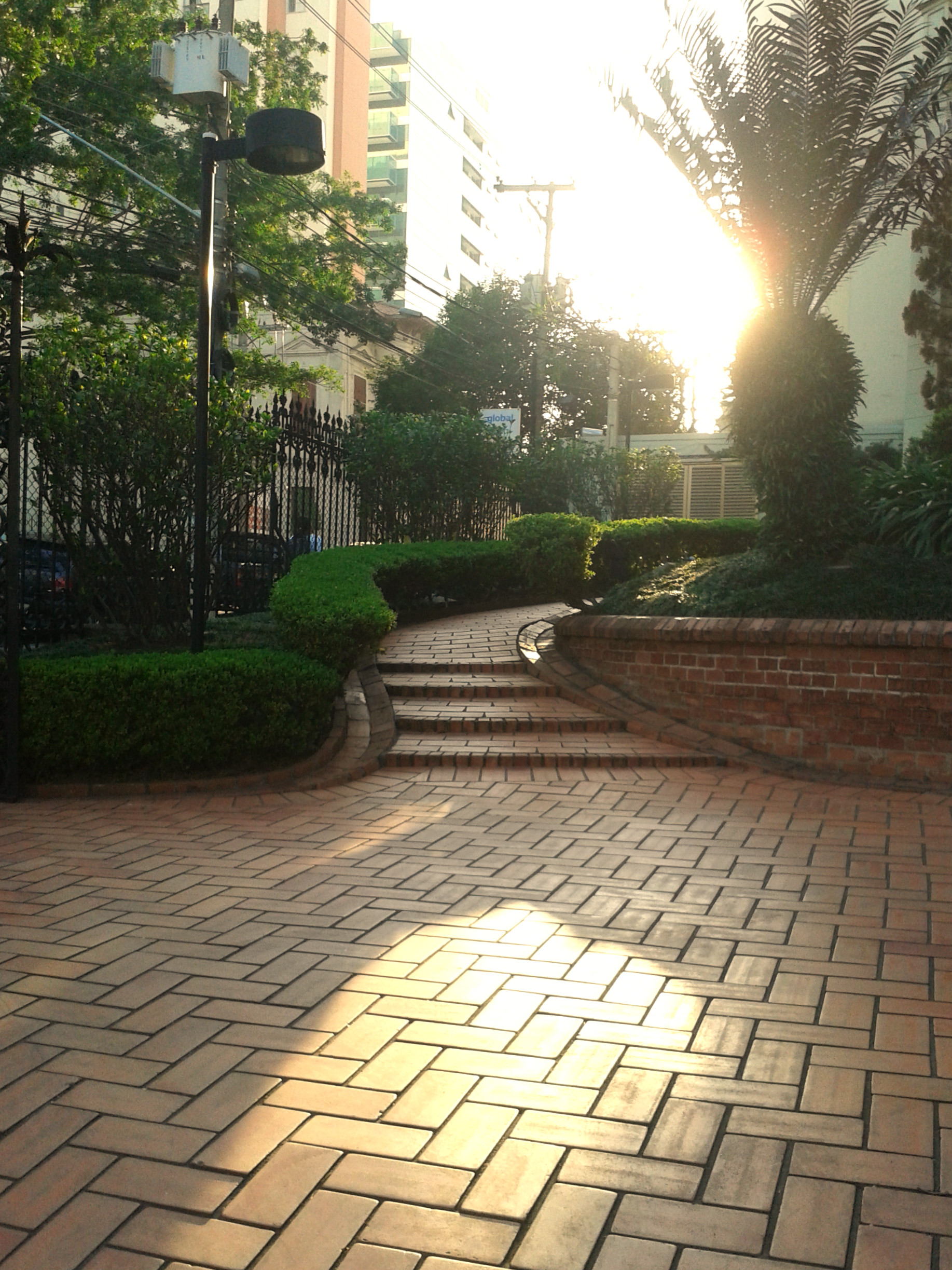
Jardins das Residências da Família Ramos de Azevedo
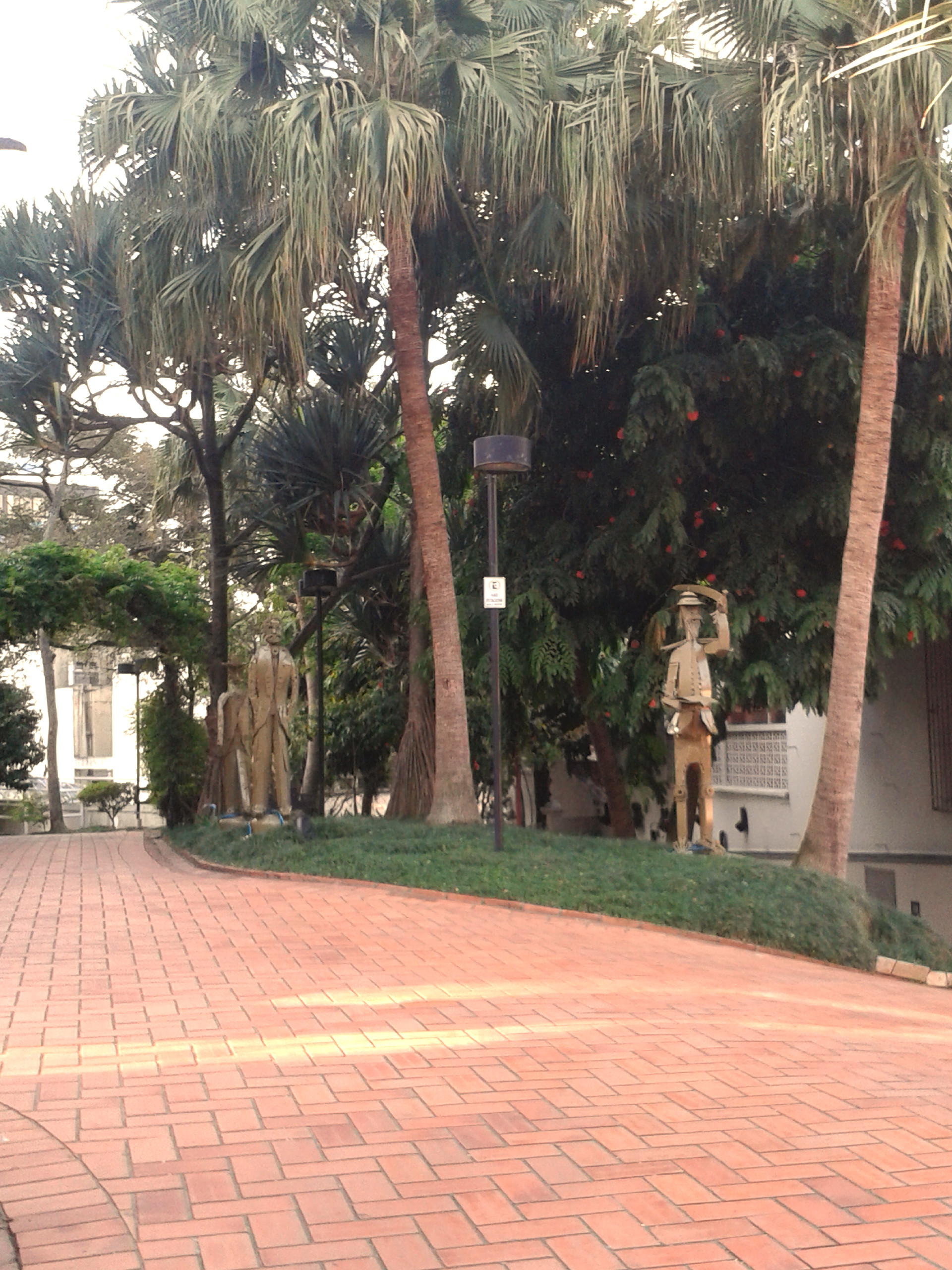
Jardim da entrada
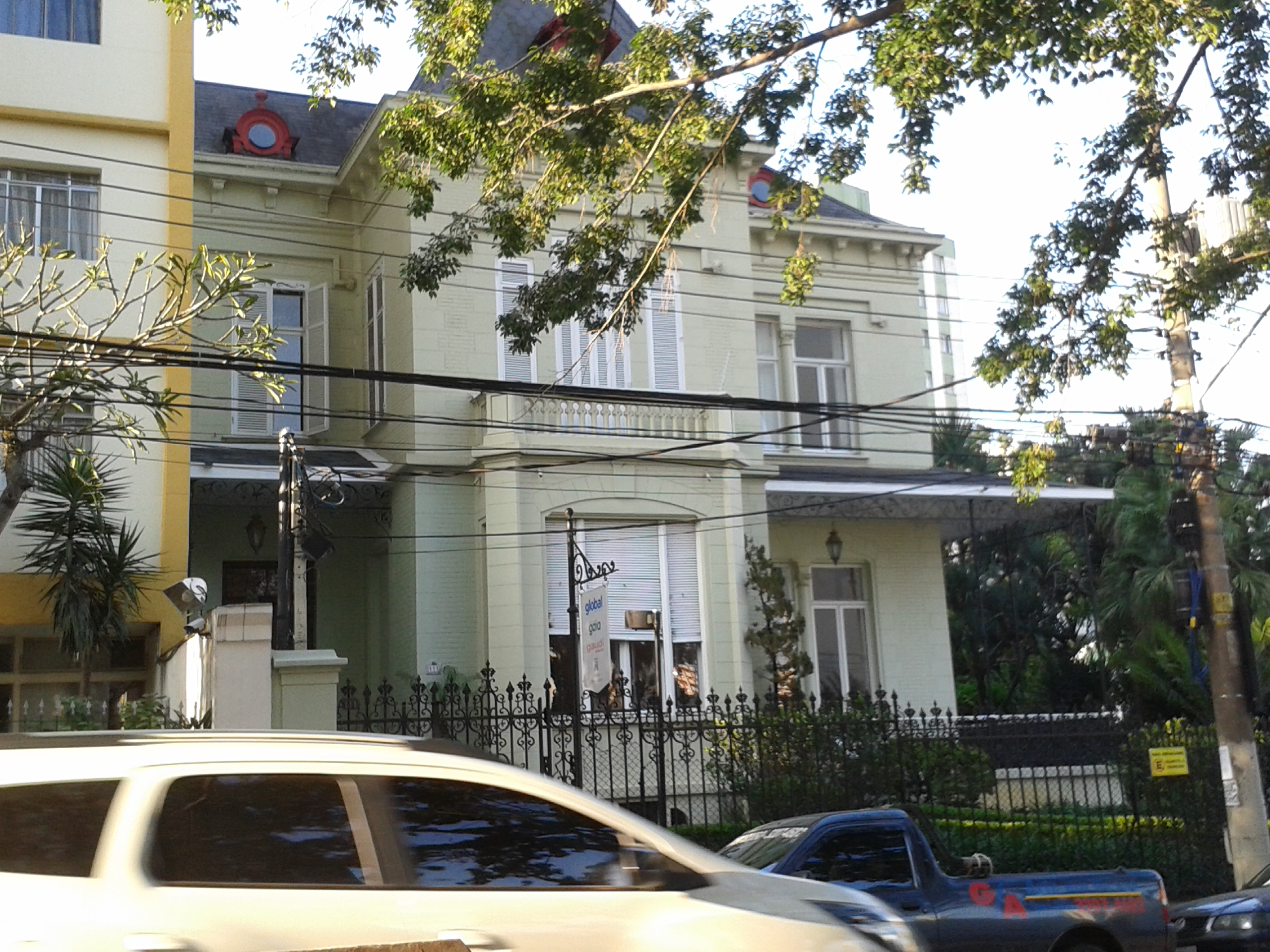
Residências da Família Ramos de Azevedo

Ramos de Azevedo nasceu na rua XV de Novembro, cidade de São Paulo.